# United Soccer Leagues
De United Soccer Leagues (USL) is de overkoepelende organisatie voor de lagere divisies van het voetbal in de Verenigde Staten en Canada en organiseert de USL Pro (derde niveau) en de Premier Development League of PDL (vierde niveau). Voorheen vielen ook de USL First Division en USL Second Division onder de USL.
Het hoogste niveau bij de heren is de Major League Soccer (MLS), en bij de vrouwen de Women's Professional Soccer. De ULS organiseert ook het tweede vrouwenniveau de W-League en de jeugdcompetitie de Super Y-League. De USL is direct gelieerd met de United States Soccer Federation (USSF), de United States Adult Soccer Association (USASA) en de Canadian Soccer Association (CSA).
De kampioen van de Second Division kan promoveren naar de First Division maar moet daarbij wel aan aanvullende eisen voldoen. Degradatie is er niet. Tussen de MLS en de USL is geen promotie-degradatie regeling.
De teams mogen maximaal uit 26 spelers bestaan en de wedstrijdselectie bestaat uit 18 spelers. Er zijn beperkingen voor het aantal buitenlandse spelers en in de PDL en W-League ook eisen aan het aantal spelers onder een bepaalde leeftijd.

## USL First Division
First Division Teams:
| Club                  | Opgericht | Stadion                     | Gebied                       |
| --------------------- | --------- | --------------------------- | ---------------------------- |
| Austin Aztex          | 2008      | Nelson Field                | Austin, Texas                |
| Carolina RailHawks    | 2006      | WakeMed Soccer Park         | The Triangle, North Carolina |
| Charleston Battery    | 1993      | Blackbaud Stadium           | Charleston, South Carolina   |
| Cleveland City Stars  | 2007      | Krenzler Field              | Cleveland, Ohio              |
| Miami FC              | 2005      | FIU Stadium                 | Miami, Florida               |
| Minnesota Thunder     | 1990      | National Sports Center      | Minneapolis-St. Paul         |
| Montreal Impact       | 1993      | Saputo Stadium              | Quebec                       |
| Portland Timbers      | 2001      | PGE Park                    | Portland, Oregon             |
| Puerto Rico Islanders | 2003      | Estadio Juan Ramón Loubriel | Puerto Rico                  |
| Rochester Rhinos      | 1996      | Marina Auto Stadium         | Western New York             |
| Vancouver Whitecaps   | 1986      | Swangard Stadium            | British Columbia             |

Toekomstige uitbreiding:
| Club              | Start | Stadion                                 | Gebied                     |
| ----------------- | ----- | --------------------------------------- | -------------------------- |
| Tampa Bay Rowdies | 2010  | Rowdies Stadium                         | Tampa Bay Area             |
| FC New York       | 2010  | Hofstra University, Columbia University | New York Metropolitan Area |

 Vancouver Whitecaps en  Portland Timbers zullen de USL in 2011 verlaten voor de MLS

## USL Second Division
| Club                      | Opgericht | Stadion                              | Gebied                     |
| ------------------------- | --------- | ------------------------------------ | -------------------------- |
| Bermuda Hogges            | 2007      | Bermuda National Stadium             | Bermuda                    |
| Charlotte Eagles          | 1993      | Restart Field                        | Charlotte, North Carolina  |
| Crystal Palace Baltimore  | 2007      | UMBC Stadium                         | Baltimore, Maryland        |
| Harrisburg City Islanders | 2004      | Skyline Sports Complex               | Harrisburg, Pennsylvania   |
| Pittsburgh Riverhounds    | 1999      | Chartiers Valley High School Stadium | Pittsburgh, Pennsylvania   |
| Real Maryland Monarchs    | 2008      | Maryland SoccerPlex                  | Rockville, Maryland        |
| Richmond Kickers          | 1993      | University of Richmond Stadium       | Richmond, Virginia         |
| Western Mass Pioneers     | 1998      | Lusitano Stadium                     | Ludlow, Massachusetts      |
| Wilmington Hammerheads    | 1996      | Legion Stadium                       | Wilmington, North Carolina |

## Geschiedenis
- 1986 - Opgericht als Southwest Indoor Soccer League (SISL)
- 1989 - Buitencompetitie Southwest Outdoor Soccer League toegevoegd. Snelle naamsverandering in Southwest Independent Soccer League voor zowel de buiten als indoorcompetities.
- 1990 - Hernoemd tot Sunbelt Independent Soccer League
- 1991 - Hernoemd tot United States Interregional Soccer League (USISL)
- 1995 - Hernoemd tot United States International Soccer League
- 1995 - Hernoemd tot United Systems of Independent Soccer Leagues en formeel opgerichte professionele Pro League en amateur Amateur Premier League
- 1996 - Select League opgericht die de sterkste teams van de Division 3 Pro League en de Amateur Premier League bevatte in de hoop om een Division 2 status te krijgen.
- 1997 - Select League en de onafhankelijke Division 2 A-League fuseren in de nieuwe A-League onder auspiciën van de USISL.
- 1999 - USISL hernoemd tot United Soccer Leagues.
- 2010 - USSF Division 2 Professional League; tijdelijke combinatie ULS 1 en NASL-teams
- 2011 - Fusie USL 1 en USL 2 tot USL Pro als Division 3, start zaalvoetbalcompetitie USL I-League.

### Complete historische teamlijst

#### SISL
| - Amarillo Challengers (Indoor: 1986/87–89/90) - Arkansas Diamonds (Indoor: 1989/90–90/91; Outdoor: 1990–91) - Atlanta Express (Indoor: 1990/91; Outdoor: 1991) - Austin Sockadillos (Indoor: 1987/88–90/91; Outdoor: 1989–91) - Colorado Comets (Indoor: 1989/90-90/91; Outdoor: 1989–91) - El Paso Patriots (Indoor: 1989/90-90/91; Outdoor: 1991, als El Paso Sixshooters in 1989/90, als El Paso Spurs in 1990/91) - Fort Worth Kickers (Indoor: 1986/87-90/91; Outdoor: 1989–91, als Garland Genesis in 1986/87, als Addison Arrows in 1986/87–89/90, als North Texas United in 1990, gefuseerd met Waco Kickers na 1990) - Georgia Steamers (Indoor: 1990/91) - Houston Express (Indoor: 1988/89–89/90) - Lubbock Lazers (Indoor: 1986/87–90/91; Outdoor: 1989–91) - Memphis Rogues (Indoor: 1990/91; Outdoor: 1991) - Nashville Metros (Indoor: 1990/91; Outdoor: 1991) | - New Mexico Chiles (Indoor: 1986/87–90/91; Outdoor: 1989–91, als Albuquerque Outlaws in 1986/87, als Albuquerque Gunners in 1987/88–1990, als New Mexico Roadrunners in 1990/91) - Oklahoma City Warriors (Indoor: 1986/87–90/91; Outdoor: 1989–91) - Permian Basin Shooting Stars (Indoor: 1989/90–90/91; Outdoor: 1990) - Phoenix Hearts (Indoor: 1989/90–90/91; Outdoor: 1990–91) - Richardson Rockets (Indoor: 1989/90–90/91; Outdoor: 1990–91) - San Antonio Generals (Indoor: 1988/89–90/91; Outdoor: 1989–91, als San Antonio Heat in 1988/89–1989) - Tucson Amigos (Indoor: 1989/90–90/91; Outdoor: 1990–91) - Tulsa Renegades (Indoor: 1989/90–90/91; Outdoor: 1989–91) - Waco Kickers (Indoor: 1989/90; Outdoor: 1990, gefuseerd tot North Texas United na 1990) - Wichita Tornado (Indoor: 1988/89) |

#### USISL
| - Amarillo Challengers (Indoor: 1991/92) - Ann Arbor Elite (1995) - Arizona Cotton (1993–94, Indoor: 1991/92–92/93, als Phoenix Hearts in 1991/92) - Arkansas A's (1992, 94, Indoor: 1991/92, als Arkansas Diamonds in 1994) - Atlanta Lightning (Indoor: 1991/92) - Atlanta Magic (1993–94, Indoor: 1991/92–95/96, als Atlanta Lasers in 1993) - Austin Lone Stars (1992–94, als Austin Sockadillos in 1992–93) - Baltimore Bays (1993–94, Indoor: 1992/93–97/98) - Birmingham Grasshoppers (1993–94) - Boca Raton Sabres (1992–94) - Boston Storm (1994) - Brandon Braves (Indoor: 1994/95–95/96) - Cape Cod Crusaders (1994) - Central California Valley Hydra (1994) - Charlotte Eagles (1993–94) - Charleston Battery (1993–94) - Chattanooga Express (1992–94, Indoor: 1992/93–95/96, als Chattanooga Railroaders in 1992–1992/93) - Chico Rooks (1993–94) - Cincinnati Cheetahs (1994) - Cocoa Expos (1994, Indoor: 1993/94) - Colorado Comets (Indoor: 1991/92) - Columbia Heat (1993–94, als Columbia Spirit in 1993) - Connecticut Wolves (1993–94) - Coral Springs Kicks (1993) - Dallas Rockets (1992–94, Indoor: 1991/92, als North Texas Mid-Cities Flyers in 1991/92) - Dallas/Fort Worth Toros (1992–94, Indoor: 1991/92–92/93, 95/96, als Dallas Kickers in 1991/92, als Dallas Americans in 1992–1992/93) - Dallas Lightning (1993–94, Indoor: 1993/94, 95/96, alsTyler Lightning in 1993, als Texas Lightning in 1993/94–1994) - Delaware Wizards (1993–94) - Des Moines Menace (1994) - Detroit Wheels (1994–95) - East Bay Red Riders (1992–93) - East Los Angeles Cobras (1993–94) - El Paso Patriots (1992–94) - Florida Stars (1994) - Fort Lauderdale Kicks (1994) - Greensboro Dynamo (1993–94, Indoor: 1993/94) - Gwinnett County Steamers (1992) - Hampton Roads Hurricane (1994) - Hawaii Tsunami (1994) - Jacksonville Fury (1994–95) - Jersey Dragons (1994) - Kansas City All-Stars (Indoor: 1996/97) - Knoxville Impact (Indoor: 1992/93–95/96) - Las Vegas Quicksilver (1994) - Lexington Bluegrass Bandits (1994) | - Lincoln Brigade (1997) (Indoor: 1996, 1997) - Long Island Rough Riders (1994) - Louisville Thoroughbreds (1994) - Lubbock Lazers (Indoor: 1991/92–92/93, als Lubbock Tornado in 1991/92) - Memphis Jackals (1992–94, Indoor: 1991/92, als Memphis Survivors in 1991/92, als Memphis United Express in 1992) - Mesquite Kickers (Indoor: 1994/95–96/97) - Michigan Madness (1996) - Milwaukee Rampage (1994) - Minnesota Thunder (1994) - Montclair Standard Falcons (1993–94) - Myrtle Beach Boyz (1995) - Nashville Metros (1992-94, Indoor: 1991/92–93/94) - New Mexico Chiles (1994) - New Orleans Riverboat Gamblers (1994) - New York Fever (1994) - North Bay Breakers (1992–94) - North Jersey Imperials (1994) - Ohio Xoggz (1994–96, als Columbus Xoggz in 1994–95) - Oklahoma City Slickers (1992–94, Indoor: 1991/92–94/95, als Oklahoma City Warriors in 1993–1994/95) - Oklahoma City Warriors (Indoor: 1996/97–97/98, als Oklahoma City Alliance in 1996/97) - Omaha Flames (1996–1997, Indoor: 1996–98) - Orlando Lions (1992–94, Indoor: 1993/94–95/96) - Permian Basin Mirage (Indoor: 1991/92) - Philadelphia Freedom (1994, Indoor: 1995/96–96/97, als Pennsylvania Freedom in 1994–1995/96) - Raleigh Flyers (1993–94) - Reading Rage (Indoor: 1995/96) - Reno Rattlers (1994) - Richmond Kickers (1993-94, Indoor: 1993/94) - Rockford Raptors (1994) - St. Louis Knights (1994) - San Antonio Pumas (1992–1994, Indoor: 1991/92–92/93, als San Antonio Generals in 1991/92-92/93) - San Diego Top Guns (1994) - San Fernando Valley Golden Eagles (1993–94) - San Francisco United All Blacks (1992–94, als San Francisco All Blacks in 1992) - San Francisco Bay Diablos (1993–94) - San Jose Hawks (1993) - Santa Cruz Surf (1993–94) - Shasta Scorchers (1994) - Silicon Valley Firebirds (1992–94, als Palo Alto Firebirds in 1992) - Sioux City Breeze (1994) - South Florida Flamingos (1994) - Texas Arsenal (Indoor: 1992/93–93/94, als Texas Stampede in 1992/93) - Toledo Twisters (Indoor: 1993/94) - Tucson Amigos (1992–94, Indoor: 1991/92–92/93) - Tulsa Renegades (Indoor: 1991/92) - Tulsa Roughnecks (1993–94, Indoor: 1993/94–97/98) - Virginia Kickers (1997/98) - Washington Mustangs (1994) - Wichita Blue (1995-96, 1999, als Wichita Blue Angels in 1994) |

### Kampioenen

#### SISL
- 1986/87: Addison Arrows 7–2* Lubbock Lazers
- 1987/88: Oklahoma City Warriors 3–0 Austin Sockadillos
- 1988/89: Lubbock Lazers 3–2 Austin Sockadillos
- 1989: Colorado Comets 3–1* Addison Arrows
- 1989/90: Addison Arrows 3–0 Phoenix Hearts
- 1990: Colorado Comets (tot winnaar uitgeroepen na afgelasting kampioenswedstrijd))
- 1990/91: Colorado Comets 3–0 Oklahoma City Warriors
- 1991: Richardson Rockets 3–0* New Mexico Chiles

- Kampioenschap beslist door best-of-five-game series, behalve 1986/87, 1989 & 1991 waar het beslist werd met een beslissingswedstrijd.

#### USISL
- 1991/92: Oklahoma City Warriors 7–2 Atlanta Magic
- 1992: Palo Alto Firebirds 1–0 Tucson Amigos
- 1992/93: Atlanta Magic 11–7 Arizona Cotton
- 1993: Greensboro Dynamo 2–1 Orlando Lions
- 1993/94: Atlanta Magic 8–3 Chattanooga Express
- 1994: Greensboro Dynamo 2–1 (SO) Minnesota Thunder
- 1994/95: Atlanta Magic 6–3 Oklahoma City Slickers
- 1995/96: Baltimore Bays 10–8 Atlanta Magic
- 1996/97: Baltimore Bays 2–0* Tulsa Roughnecks
- 1997/98: Baltimore Bays 13–10 Tulsa Roughnecks

- Kampioenschap beslist door best-of-five-game series, behalve 1996/97 waar het beslist werd met een beslissingswedstrijd.